# 刘尚义 (中医学家)
刘尚义（1942年12月—），男，汉族，贵州大方人，中国中医学家，贵阳中医学院第一附属医院主任医师、教授，第二届国医大师。